# Gasteria pillansii

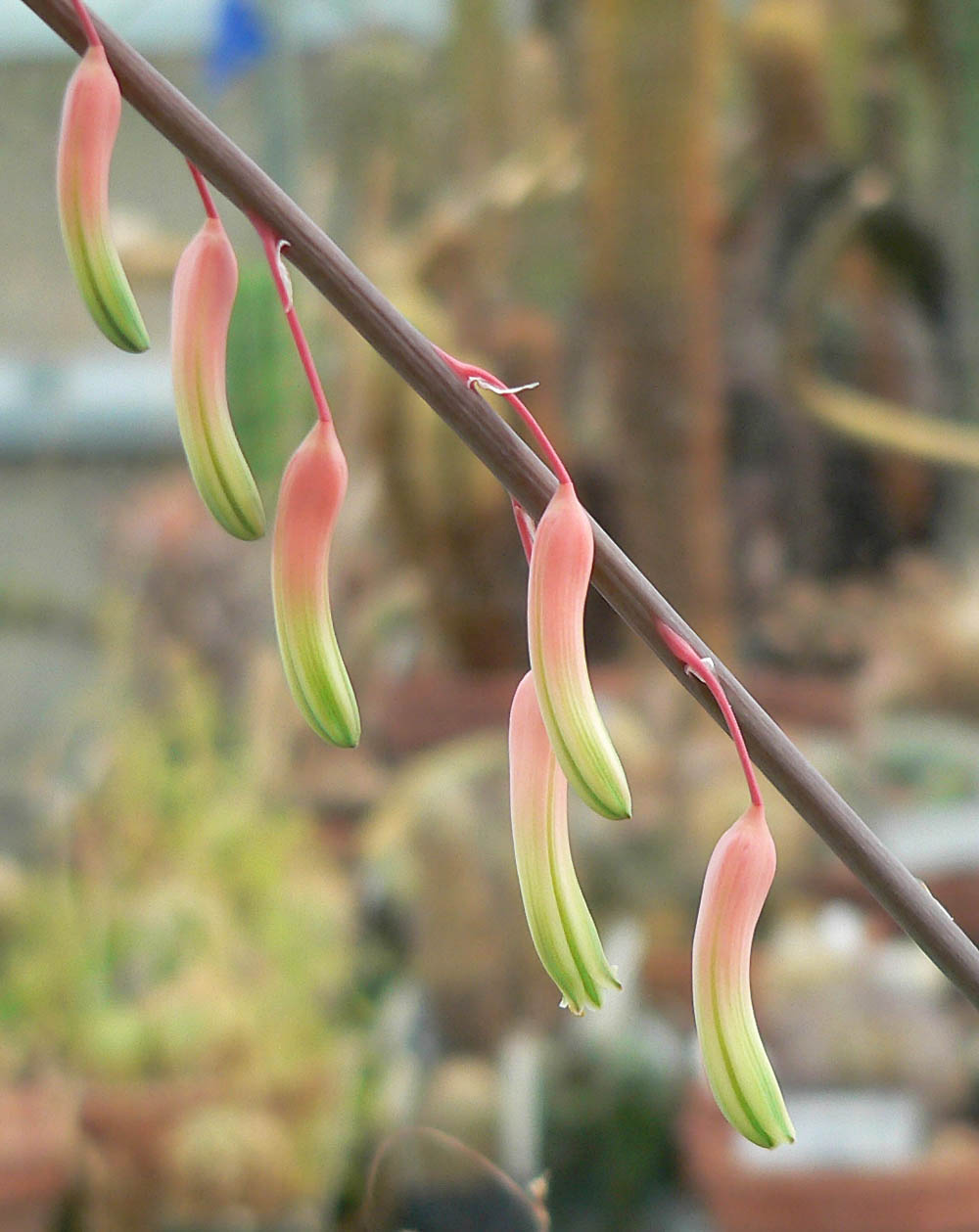
Blüten

Gasteria pillansii ist eine Pflanzenart der Gattung Gasteria in der Unterfamilie der Affodillgewächse (Asphodeloideae).

## Beschreibung

### Vegetative Merkmale
Gasteria pillansii wächst stammlos, ist niederliegend bis aufrecht und erreicht eine Wuchshöhe von 5 bis 20 Zentimeter. Sie sprosst aus unterirdischen Ausläufern und bildet dichte Gruppen mit einem Durchmesser von 6 bis 40 Zentimetern. Die bandförmigen, aufrecht ausgebreiteten oder spreizenden Laubblätter sind zweizeilig am Trieb angeordnet. Die gefleckte Blattspreite ist 2 bis 10 Zentimeter lang und 1,5 bis 5 Zentimeter breit. Sie ist mit eingesenkten Warzen bedeckt, die in undeutlichen diagonalen Streifen angeordnet sind. Die Epidermis ist rau. Der knorpelige Blattrand ist warzig oder winzig gekerbt. Die Blattspitze ist stumpf gerundet bis zugespitzt und trägt ein aufgesetztes Spitzchen.

### Blütenstände und Blüten
Der ausgebreitete und leicht gebogene Blütenstand ist eine Rispe. Er erreicht eine Länge von 60 bis 120 Zentimeter (selten bis 165 Zentimeter). Gelegentlich ist ein Paar Seitenzweige vorhanden. Die rosafarbene Blütenhülle ist 25 bis 50 Millimeter lang und weist einen Durchmesser von 5 bis 8 Millimeter auf. Ihr undeutlich bauchiger Teil ist kugelförmig-ellipsoid. Er erstreckt sich über etwa ein Drittel der Länge der Blütenhülle, oder weniger. Oberhalb des Fruchtknotens ist sie zu einer weißen, grün gestreiften Röhre eingeschnürt. Die Staubfäden ragen nicht oder bis zu 5 Millimeter aus der Blütenhülle heraus.

### Früchte und Samen
Die länglichen Früchte sind 15 bis 23 Millimeter lang und 7 Millimeter breit. Sie enthalten 4 bis 5 Millimeter lange und 2,5 Millimeter breite Samen.

## Systematik und Verbreitung
Gasteria pillansii ist in Namibia und Südafrika verbreitet.
Die Erstbeschreibung durch Harriet Margaret Louisa Kensit wurde 1909 veröffentlicht.
Es werden folgende Varietäten unterschieden:
- Gasteria pillansii var. pillansii
- Gasteria pillansii var. ernesti-ruschii (Dinter & Poelln.) van Jaarsv.
- Gasteria pillansii var. hallii van Jaarsv.[2]

## Nachweise